# Ванеркке, Евдокия Дмитриевна
Евдоки́я Дми́триевна Ванеркке́ (Ванерке́, Тимофе́ева-Ванеркке́, 25.02.1889, дер. Малое Карачкино, Козьмодемьянский уезд, Казанская губерния — 05.06.1951, Верхнеуральская тюрьма, Челябинская область, СССР) — педагог, партийный деятель, журналист. Делегат XVII Всероссийского чрезвычайного съезда Советов.

## Биография
В 1907 году окончила Симбирскую чувашскую учительскую школу и по 1921 год работала учительницей в деревне Средние Ирзеи, селе Малое Карачкино Козьмодемьянского уезда Казанской губернии.
В 1921—1929 годах — преподаватель, заведующая Чебоксарской школой-коммуной имени III Интернационала.
В 1929—1937 годах на партийно-советской работе: заведующая женским сектором Чувашского обкома ВКП(б), затем начальник политотдела Аликовской МТС по работе среди женщин, председатель Шихазанского райсовета. В 1930—1934 годах редактор женского журнала «Ĕç хĕрарăмĕ» (по совместительству).
В 1936 году входила в состав Комиссии по созданию новой Конституции Чувашской АССР. Делегат XVII Всероссийского чрезвычайного съезда Советов.
Автор букваря (издавался четырежды) и хрестоматий для чувашских школ.
Подверглась необоснованной репрессии (Обвинение: ст.58 п.7 УК РСФСР, ст.58 п.10 УК РСФСР, ст.58 п.11 УК РСФСР). Умерла 5 июня 1951 года в Верхнеуральской тюрьме Челябинской области.
Реабилитирована в 1957 году.

## Работы
- Ванеркке Е. Ҫутталла [Текст] : букварь хыҫҫӑн вуламалли кӗнеке / Е. Ванеркке. — Чебоксары, 1930. — 60 с.
- Ванеркке Е. Ҫулпуҫӗ [Текст] : чӑваш ҫыруне вӗренмелли кӗнеке / Е. Ванеркке. — Чебоксары, 1929. — 47 с.
- Ванеркке Е. Хресчен букварӗ [Текст] : ҫитӗннисене хута вӗренмелли кӗнеке / Е. Ванеркке. — Чебоксары, 1924. — 40 с.
- Ванеркке Е. Чӑваш ӗҫхӗрарӑмӗ сотсиалисӑм стройккинче [Текст] / Е. Ванеркке. — Чебоксары, 1933. — 52 с.